# Silvio Sbricoli
Silvio Sbricoli (Roma, 1864 – Roma, 1911) è stato un pittore e scultore italiano.

## Biografia

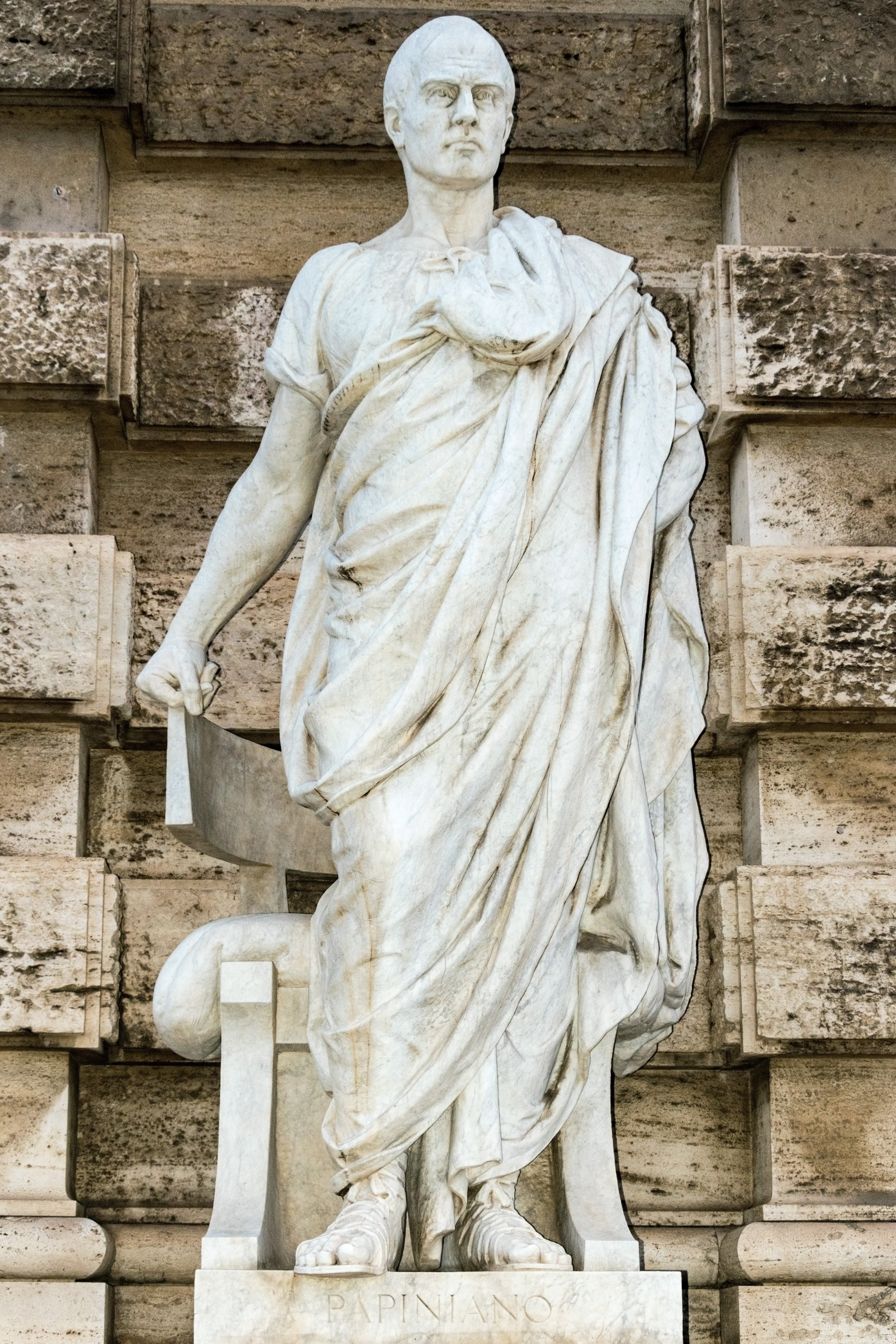
Statua di Papiniano presso il Palazzo di Giustizia di Roma

Silvio Sbricoli da giovane ha lavorato per molti anni nello studio dello scultore francese Prosper d'Épinay. Realizzò numerose statue, monumenti e ritratti in stile realista in provincia di Roma. Completò il monumento a Giuseppe Verdi (1904 circa) a Viterbo e la statua di Papiniano (1899) per il Palazzo di Giustizia di Roma.
All'Esposizione delle Belle Arti del 1884 a Torino espose due busti ritratti in stucco di bronzo e all'Esposizione Artistica Nazionale di Venezia del 1887 inviò Un bricconcello. L'anno successivo all'Esposizione di Bologna espone un dipinto intitolato: Dichi a' mme!